# Liste der Biografien/Suz
Liste der Biografien |
Portal Biografien |
Personensuche
# |
A |
B |
C |
D |
E |
F |
G |
H |
I |
J |
K |
L |
M |
N |
O |
P |
Q |
R |
S |
T |
U |
V |
W |
X |
Y |
Z |
?
 
Sa |
Sb |
Sc |
Sd |
Se |
Sf |
Sg |
Sh |
Si |
Sj |
Sk |
Sl |
Sm |
Sn |
So |
Sp |
Sq |
Sr |
Ss |
St |
Su |
Sv |
Sw |
Sy |
Sz
 
Sua |
Sub |
Suc |
Sud |
Sue |
Suf |
Sug |
Suh |
Sui |
Suj |
Suk |
Sul |
Sum |
Sun |
Suo |
Sup |
Suq |
Sur |
Sus |
Sut |
Suu |
Suv |
Suw |
Sux |
Suy |
Suz
Die Liste der Biografien führt alle Personen auf, die in der deutschsprachigen Wikipedia einen Artikel haben. Dieses ist eine Teilliste mit 215 Einträgen von Personen, deren Namen mit den Buchstaben „Suz“ beginnt.

## Suz

### Suza
- Suzaki, Kyōhei (* 1989), japanischer Fußballspieler
- Suzaku (923–952), 61. Tennō von Japan (930–946)
- Suzanne, Jacques (1880–1967), französischer Künstler und Geologe
- Suzanne, Léon (1870–1923), französischer Maler und Zeichner
- Suzano, Marcos (* 1963), brasilianischer Perkussionist

### Suze
- Suze, Philippe de († 1534), französischer Adliger, Lieutenant au Gouvernement d’Île-de-France
- Süzen, Gökhan (* 1987), türkischer Fußballspieler
- Süzer, Cem Arnold (* 1967), deutscher Popmusiker (Gesang und Maultrommel) und Sprecher

### Suzi
- Suzie (1946–2008), niederländisch-schwedische Sängerin und ArtistinSuzie (1946–2008)

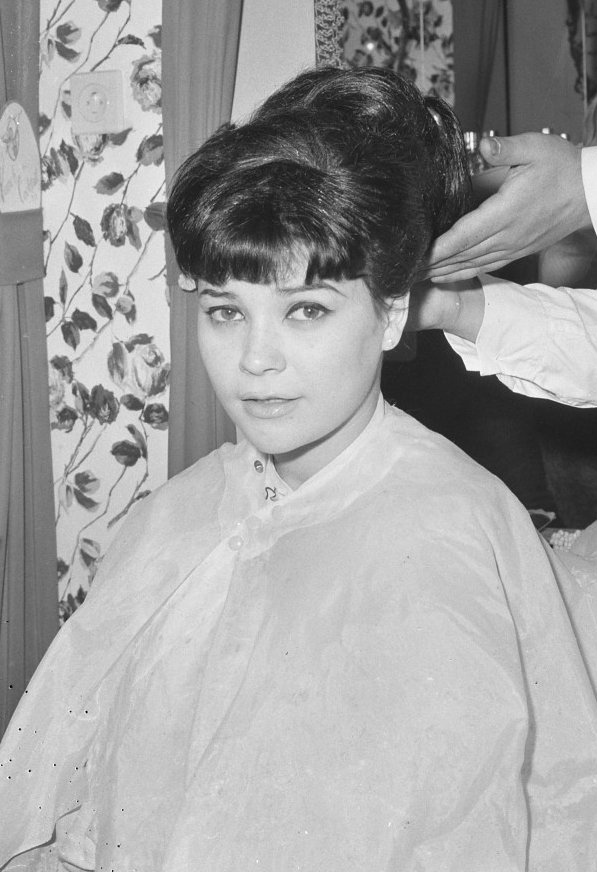
Suzie (1946–2008)

- Suzin, Leon (1901–1976), polnischer Architekt Bildhauer

### Suzl
- Suzliman, Zulfadhmi (* 1996), singapurischer Fußballspieler
- Suzliman, Zulqarnaen (* 1998), singapurischer Fußballspieler

### Suzm
- Suzman, Helen (1917–2009), südafrikanische Politikerin (PP, PFP) und Abgeordnete
- Suzman, Janet (* 1939), südafrikanische Schauspielerin

### Suzo
- Suzor, Mark (* 1956), kanadischer Eishockeyspieler

### Suzu
- Suzu, Naoki (* 2000), japanischer Fußballspieler
- Suzuhana, Yūko, japanische Shigin-/Rock- und Metal-Sängerin
- Suzuki Kantarō (1868–1948), 29. Premierminister von Japan
- Suzuki, Aguri (* 1960), japanischer Formel-1-Rennfahrer und TeamchefAguri Suzuki (* 1960)

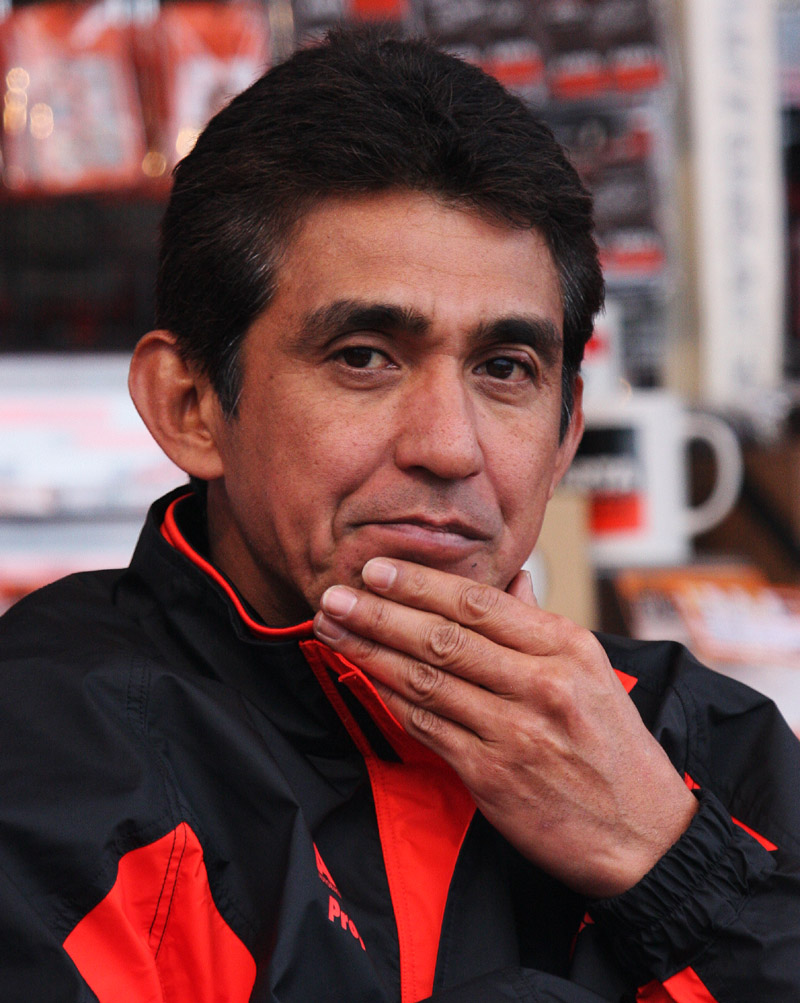
Aguri Suzuki (* 1960)

- Suzuki, Airi (* 1989), japanische Violinistin
- Suzuki, Akiko (* 1985), japanische Eiskunstläuferin
- Suzuki, Akio (* 1941), japanischer Pionier der Klangkunst
- Suzuki, Akira (1764–1837), japanischer Linguist
- Suzuki, Akira (* 1930), japanischer Chemiker
- Suzuki, Akito (* 2003), japanischer Fußballspieler
- Suzuki, Ami (* 1982), japanische J-Pop Sängerin
- Suzuki, Anne (* 1987), japanische Schauspielerin
- Suzuki, Aoto (* 2001), japanischer Sprinter
- Suzuki, Atsuto (* 1946), japanischer Physiker
- Suzuki, Ayaki (* 1987), japanischer Fußballspieler
- Suzuki, Ayuko (* 1991), japanische Langstreckenläuferin
- Suzuki, Bruno (* 1990), japanisch-brasilianischer Fußballspieler
- Suzuki, Bunji (1885–1946), japanischer Politiker
- Suzuki, Chikuma (1894–1980), japanischer Maler
- Suzuki, Daichi (* 1967), japanischer Schwimmer
- Suzuki, Daichi (* 2006), japanischer Fußballspieler
- Suzuki, Daisei (* 1996), japanischer Fußballspieler
- Suzuki, Daisetsu Teitaro (1870–1966), japanischer Autor
- Suzuki, Daisuke (* 1990), japanischer Fußballspieler
- Suzuki, Damo (1950–2024), japanischer SängerDamo Suzuki (1950–2024)

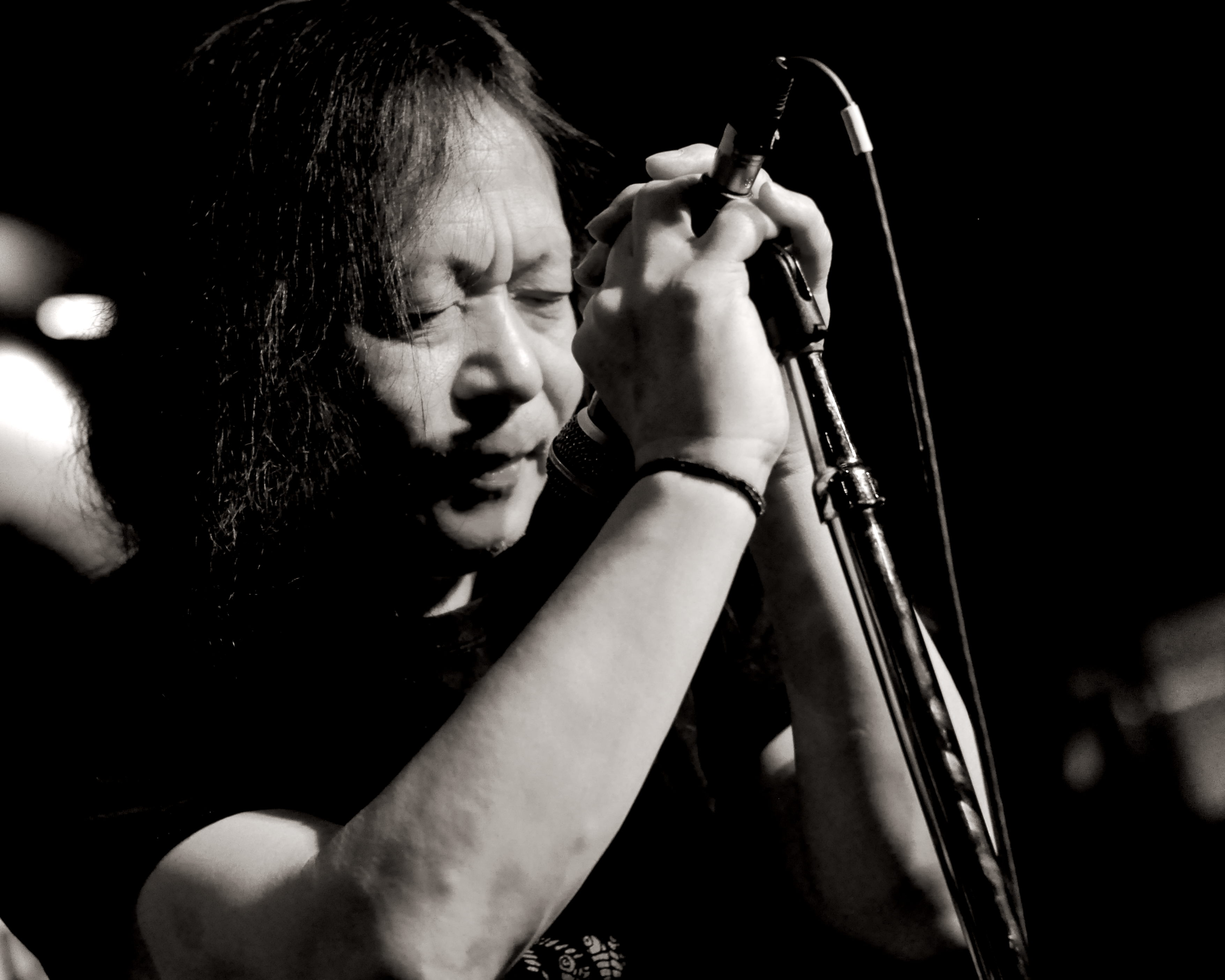
Damo Suzuki (1950–2024)

- Suzuki, David (* 1936), kanadischer Wissenschaftsmoderator und Umweltaktivist
- Suzuki, Eiji (1913–1994), japanischer Unternehmer
- Suzuki, Eiji (* 1965), japanischer Komponist
- Suzuki, Eikei (* 1974), japanischer Politiker
- Suzuki, Eitarō (1894–1966), japanischer Soziologe
- Suzuki, Emiko (* 1981), japanische Synchronschwimmerin
- Suzuki, Fumiya (* 1998), japanischer Fußballspieler
- Suzuki, Fumiya (* 2002), japanischer Fußballspieler
- Suzuki, Guy (1925–2012), französischer Kameramann
- Suzuki, Harunobu († 1770), japanischer Ukiyo-e-Künstler
- Suzuki, Hayato (* 1982), japanischer Fußballspieler
- Suzuki, Hidemi (* 1957), japanischer Cellist
- Suzuki, Hideto (* 1974), japanischer Fußballspieler
- Suzuki, Hiromasa (1940–2001), japanischer Jazzmusiker
- Suzuki, Hiromi (* 1968), japanische Langstreckenläuferin und Weltmeisterin
- Suzuki, Hiroshi (* 1933), japanischer Schwimmer
- Suzuki, Hyakunen (1828–1891), japanischer Maler
- Suzuki, Ichirō (* 1948), japanischer Gitarrist
- Suzuki, Ichirō (* 1973), japanischer BaseballspielerIchirō Suzuki (* 1973)

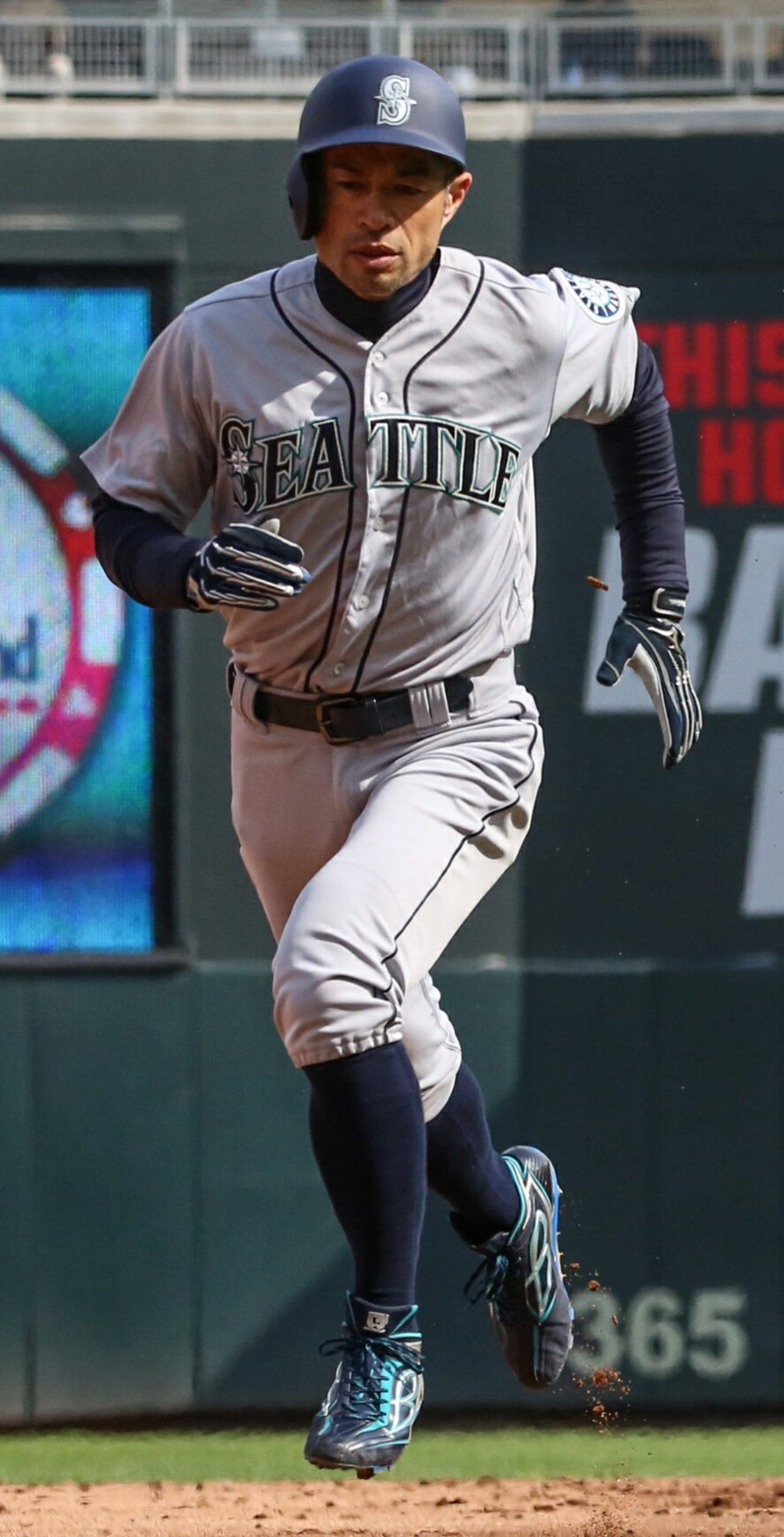
Ichirō Suzuki (* 1973)

- Suzuki, Ichirō (* 1995), japanischer Fußballspieler
- Suzuki, Isao (1933–2022), japanischer Jazzmusiker
- Suzuki, Jun (* 1967), japanischer Fußballspieler und -trainer
- Suzuki, Jun (* 1987), japanischer Fußballspieler
- Suzuki, Jun (* 1989), japanischer Fußballspieler
- Suzuki, Jun (* 1993), japanischer Fußballspieler
- Suzuki, Junji (* 1958), japanischer Politiker
- Suzuki, Junnosuke (* 2003), japanischer Fußballspieler
- Suzuki, Jun’ya (Fußballspieler, Januar 1996) (* 1996), japanischer Fußballspieler
- Suzuki, Jun’ya (Fußballspieler, Mai 1996) (* 1996), japanischer Fußballspieler
- Suzuki, Kaito (* 1999), japanischer Fußballspieler
- Suzuki, Kaito (* 2002), japanischer Fußballspieler
- Suzuki, Kan (* 1964), japanischer Politiker
- Suzuki, Katsuhiro (* 1977), japanischer Fußballspieler
- Suzuki, Katsumi (* 1969), japanischer Fußballspieler
- Suzuki, Kazuhiro (* 1976), japanischer Fußballspieler
- Suzuki, Keiichi (1942–2025), japanischer Eisschnellläufer
- Suzuki, Keiji (* 1980), japanischer Judoka
- Suzuki, Keisuke (* 1977), japanischer Politiker
- Suzuki, Keita (* 1981), japanischer Fußballspieler
- Suzuki, Kenji, japanischer Badmintonspieler
- Suzuki, Kenji (* 1986), japanischer Fußballspieler
- Suzuki, Kenshirō (* 1996), japanischer Fußballspieler
- Suzuki, Kenta (* 1985), japanischer Fußballspieler
- Suzuki, Kentarō (* 1980), japanischer Fußballspieler
- Suzuki, Kento (* 1994), japanischer Eishockeyspieler
- Suzuki, Kenzō (* 1950), japanischer Astronom
- Suzuki, Kiitsu (1796–1858), japanischer Maler
- Suzuki, Kimiko (1929–1992), japanische Architektin
- Suzuki, Kisaburō (1867–1940), japanischer Beamter
- Suzuki, Kōji (* 1957), japanischer Schriftsteller
- Suzuki, Kōji (* 1989), japanischer Fußballspieler
- Suzuki, Kōsuke (* 1981), japanischer Fußballspieler
- Suzuki, Kōta (* 1997), japanischer Fußballspieler
- Suzuki, Kunitomo (* 1995), japanischer Fußballspieler
- Suzuki, Masaaki (* 1947), japanischer Chemiker und Professor
- Suzuki, Masaaki (* 1954), japanischer DirigentMasaaki Suzuki (* 1954)

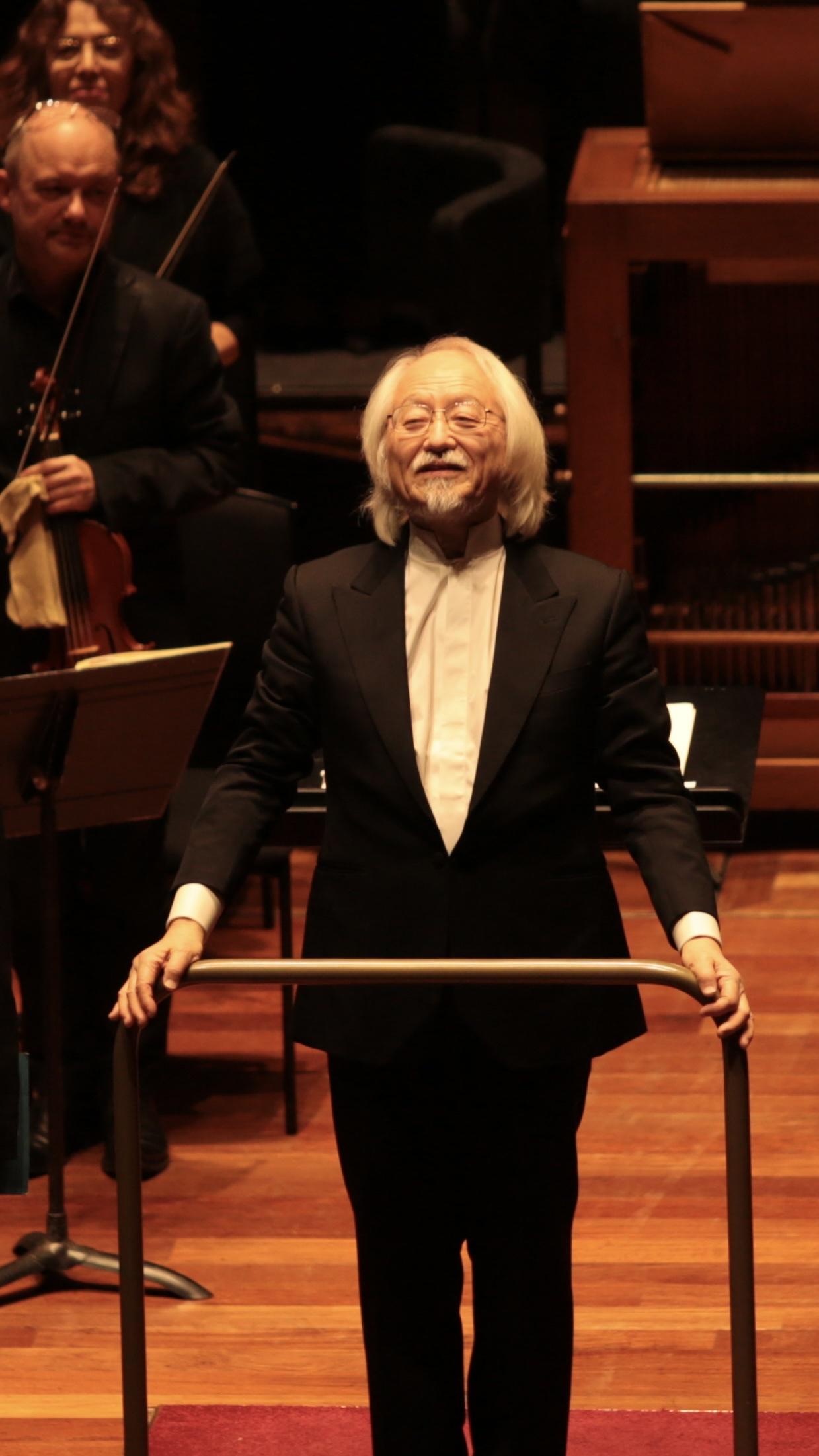
Masaaki Suzuki (* 1954)

- Suzuki, Masae (* 1957), japanische Fußballtorhüterin
- Suzuki, Masaharu (* 1970), japanischer Fußballspieler
- Suzuki, Masahito (* 1977), japanischer Fußballspieler
- Suzuki, Masahito (* 1983), japanischer Eishockeyspieler
- Suzuki, Masakazu (* 1955), japanischer Fußballspieler
- Suzuki, Masaki (* 1945), japanischer Eisschnellläufer
- Suzuki, Masanori (* 1968), japanischer Fußballspieler
- Suzuki, Masatsugu (1889–1987), japanischer Hochbauingenieur
- Suzuki, Masaya (1861–1922), japanischer Geschäftsmann, 3. Präsident von Sumitomo
- Suzuki, Masaya (* 1988), japanischer Fußballspieler
- Suzuki, Masayuki (* 1956), japanischer Sänger
- Suzuki, Mebuki (* 2001), japanischer Langstreckenläufer
- Suzuki, Michio (1926–1998), japanischer Mathematiker
- Suzuki, Miekichi (1882–1936), japanischer Roman- und Kinderbuchautor
- Suzuki, Mikuru (* 1982), japanische DartspielerinMikuru Suzuki (* 1982)

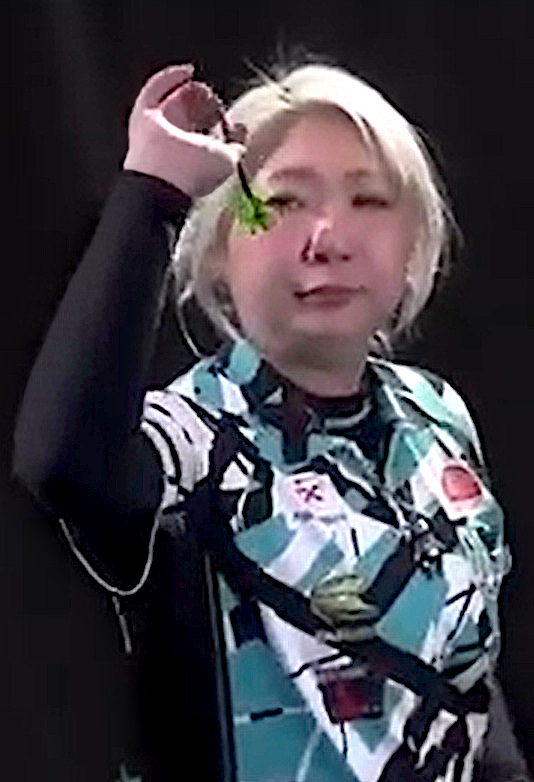
Mikuru Suzuki (* 1982)

- Suzuki, Morito, japanischer Grafikdesigner
- Suzuki, Mosaburō (1893–1970), japanischer Essayist und Politiker
- Suzuki, Musashi (* 1994), japanischer Fußballspieler
- Suzuki, Naomichi (* 1981), japanischer Politiker
- Suzuki, Narisa, japanische Schauspielerin und Model
- Suzuki, Nick (* 1999), kanadischer Eishockeyspieler
- Suzuki, Nobutaka (* 1983), japanischer Fußballspieler
- Suzuki, Norio (* 1984), japanischer Fußballspieler
- Suzuki, Osamu (* 1934), japanischer Kunsthandwerker und lebender Nationalschatz
- Suzuki, Rafael (* 1987), brasilianischer Automobilrennfahrer
- Suzuki, Rira (* 1998), japanische Gewichtheberin
- Suzuki, Ryōhei (* 1949), japanischer Fußballtrainer
- Suzuki, Ryōta (* 1994), japanischer Fußballspieler
- Suzuki, Ryōta (* 1999), japanischer Sprinter
- Suzuki, Ryōzō (* 1939), japanischer Fußballspieler
- Suzuki, Ryūga (* 1994), japanischer Fußballspieler
- Suzuki, Saburōsuke (1868–1931), japanischer Unternehmer, Gründer von Ajinomoto
- Suzuki, Sanami, japanische Mangaka
- Suzuki, Sarina (* 1977), japanische Schauspielerin
- Suzuki, Satomi (* 1991), japanische Schwimmerin
- Suzuki, Satoru (* 1975), japanischer Fußballspieler
- Suzuki, Seijun (1923–2017), japanischer Filmregisseur
- Suzuki, Seizō (1913–2000), japanischer Rosenzüchter
- Suzuki, Shigeo, japanischer Jazzmusiker
- Suzuki, Shigetane (1812–1863), japanischer Gelehrter
- Suzuki, Shigeyoshi (1902–1971), japanischer Fußballspieler und -trainer
- Suzuki, Shingo (* 1978), japanischer Fußballspieler
- Suzuki, Shin’ichi (1898–1998), japanischer Musikpädagoge
- Suzuki, Shinri (* 1974), japanischer Radrennfahrer
- Suzuki, Shintarō (1895–1989), japanischer Maler
- Suzuki, Shō (* 1990), japanischer Skispringer
- Suzuki, Shōhei, japanischer Astronom
- Suzuki, Shōsan (1579–1655), japanischer Zen-Lehrer und Moralist
- Suzuki, Shōta (* 1984), japanischer Fußballspieler
- Suzuki, Shōta (* 1993), japanischer Fußballspieler
- Suzuki, Shōta (* 1996), japanischer Fußballspieler
- Suzuki, Shōto (* 1992), japanischer Fußballspieler
- Suzuki, Shun (* 1974), japanischer Fußballspieler
- Suzuki, Shun’ichi (* 1953), japanischer Politiker
- Suzuki, Shunryū (1905–1971), japanischer Zen-Meister
- Suzuki, Shun’ya (* 2000), japanischer Fußballspieler
- Suzuki, Shūto (* 1985), japanischer Fußballspieler
- Suzuki, Sujaku (1891–1972), japanischer Maler
- Suzuki, Tadashi (* 1939), japanischer Bühnenautor und Theatergruppen-Leiter
- Suzuki, Takaaki (* 1981), japanischer Fußballspieler
- Suzuki, Takafumi (* 1987), japanischer Stabhochspringer
- Suzuki, Takafumi (* 1987), japanischer Fußballspieler
- Suzuki, Takahito (* 1975), japanischer Eishockeyspieler
- Suzuki, Takako (* 1986), japanische Politikerin
- Suzuki, Takao (* 1976), japanischer Tennisspieler
- Suzuki, Takashi (* 1948), japanischer Autorennfahrer
- Suzuki, Takayuki (* 1973), japanischer Fußballspieler
- Suzuki, Takayuki (* 1976), japanischer Fußballspieler
- Suzuki, Takehito (* 1971), japanischer Fußballspieler
- Suzuki, Takekazu (* 1956), japanischer Fußballspieler
- Suzuki, Takeo (1905–1995), japanischer Jurist
- Suzuki, Tamotsu (* 1947), japanischer Fußballspieler und -trainer
- Suzuki, Tatsuki (* 1997), japanischer Motorradrennfahrer
- Suzuki, Tatsuo (1928–2011), japanischer Wadō-Ryū-Karate-Großmeister
- Suzuki, Tatsuya (* 1982), japanischer Fußballspieler
- Suzuki, Tatsuya (* 1993), japanischer Fußballspieler
- Suzuki, Teiichi (1888–1989), japanischer Offizier und Politiker
- Suzuki, Toichi (* 2000), japanischer Fußballspieler
- Suzuki, Tokuma (* 1997), japanischer Fußballspieler
- Suzuki, Tomoki (* 1985), japanischer Fußballspieler
- Suzuki, Tomoki (* 1994), japanischer Para-Leichtathlet
- Suzuki, Tomoko (* 1982), japanische Fußballspielerin
- Suzuki, Tomoya (* 2000), japanischer Fußballspieler
- Suzuki, Tomoyuki (* 1985), japanischer Fußballspieler
- Suzuki, Torao (1878–1963), japanischer Sinologe
- Suzuki, Tōru (* 1987), japanischer Dartspieler
- Suzuki, Toshihiko (1894–1993), japanischer Maler im Yōga-Stil
- Suzuki, Toshio (* 1948), japanischer FilmproduzentToshio Suzuki (* 1948)

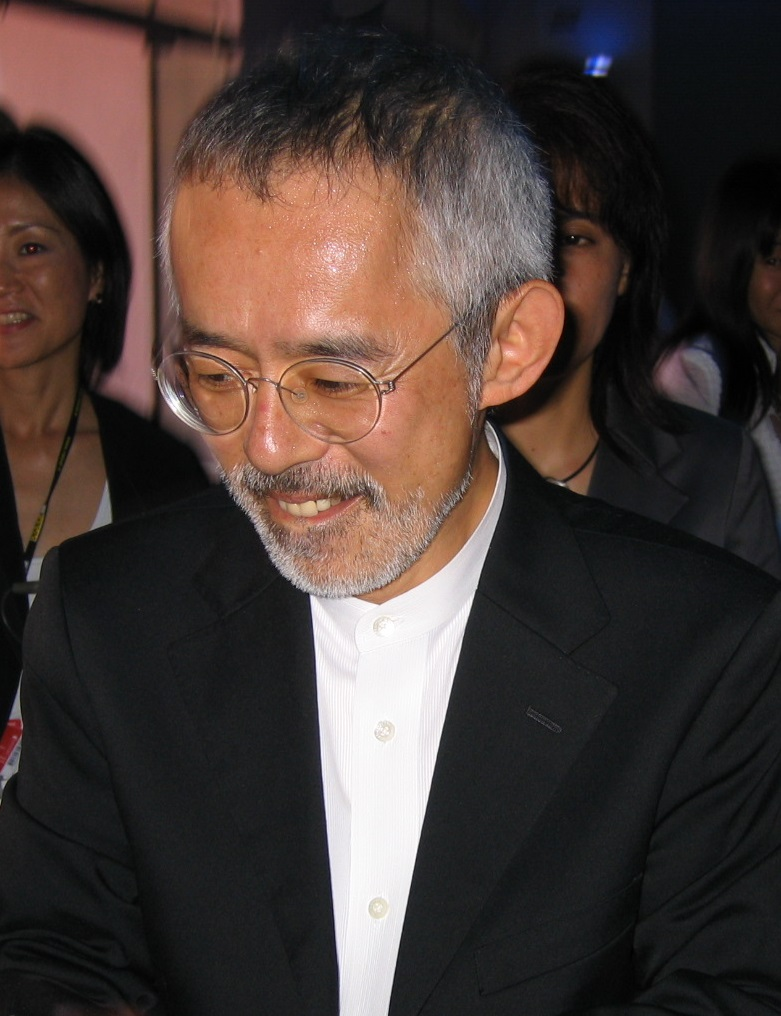
Toshio Suzuki (* 1948)

- Suzuki, Toshio (* 1955), japanischer Autorennfahrer
- Suzuki, Tsubasa (* 1994), japanischer Fußballspieler
- Suzuki, Tsuneo (* 1941), japanischer Politiker
- Suzuki, Umetarō (1874–1943), japanischer Chemiker
- Suzuki, Wendy, US-amerikanische Neurowissenschaftlerin
- Suzuki, Yasuhito (* 1959), japanischer Fußballtorhüter
- Suzuki, Yasuo (1913–2000), japanischer Fußballspieler
- Suzuki, Yasushi (* 1962), japanischer Eisschnellläufer
- Suzuki, Yōichirō, japanischer Physiker
- Suzuki, Yoshikazu (* 1982), japanischer Fußballspieler
- Suzuki, Yoshinori (* 1992), japanischer Fußballspieler
- Suzuki, Yoshitake (* 1998), japanischer Fußballspieler
- Suzuki, Yosuke (* 1975), japanischer Politiker
- Suzuki, Yū (* 1958), japanischer Spieleentwickler
- Suzuki, Yuito (* 2001), japanischer FußballspielerYuito Suzuki (* 2001)

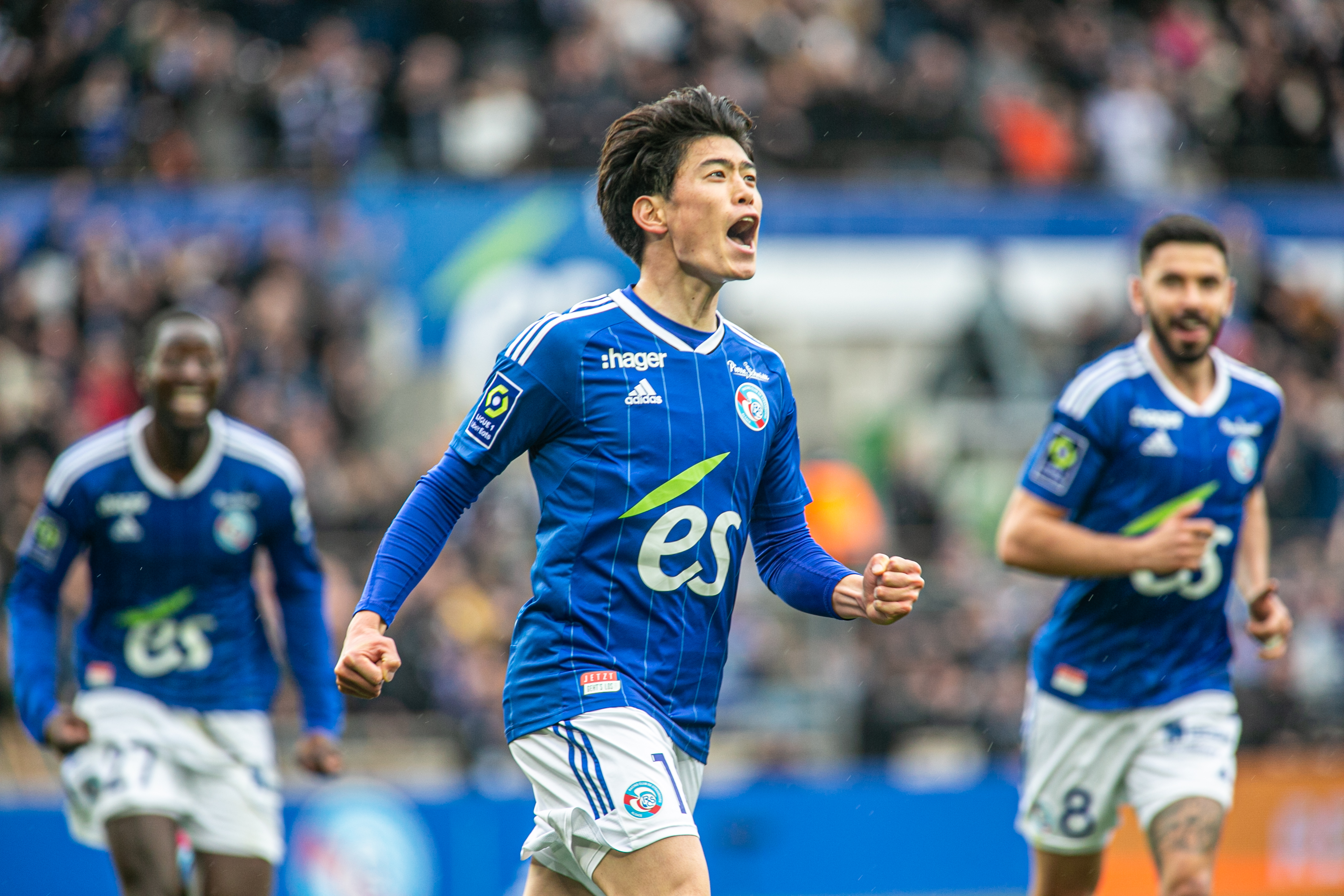
Yuito Suzuki (* 2001)

- Suzuki, Yukiharu, japanischer Badmintonspieler
- Suzuki, Yūma (* 1996), japanischer Fußballspieler
- Suzuki, Yūmi (* 1991), japanische Curlerin
- Suzuki, Yūsuke (* 1982), japanischer Fußballspieler
- Suzuki, Yūsuke (* 1988), japanischer Geher
- Suzuki, Yūto (* 1993), japanischer Fußballspieler
- Suzuki, Zenkō (1911–2004), 44. Premierminister Japans
- Suzuki, Zion (* 2002), US-amerikanisch-japanischer FußballspielerZion Suzuki (* 2002)

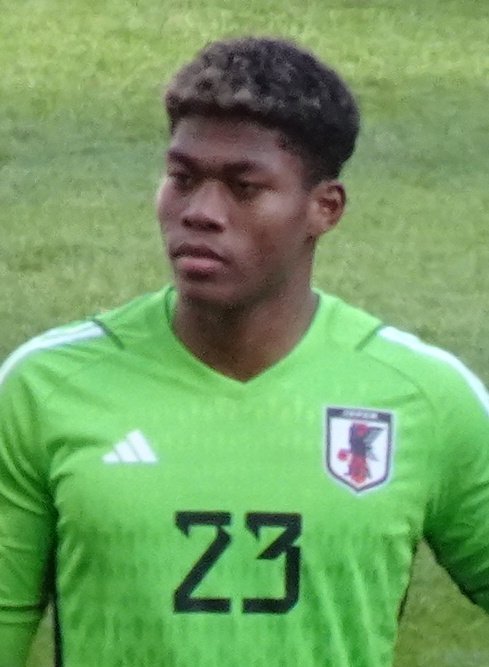
Zion Suzuki (* 2002)

- Suzumi, Suzuki (* 1983), japanische Publizistin, Medienpersönlichkeit und Schriftstellerin
- Suzumoto, Yūichi (* 1969), japanischer Autor
- Suzumura, Ken’ichi (* 1974), japanischer Synchronsprecher
- Suzumura, Takuya (* 1978), japanischer Fußballspieler

### Suzy
- SuZy (* 1961), türkisch-israelische Sängerin
- Suzy (* 1980), portugiesische Sängerin
- Suzy, Lil (* 1979), US-amerikanische Sängerin
- Suzy, Madame, französische Modistin